# Christoffer Källqvist
Christoffer Källsqvist est un footballeur suédois, né le 26 août 1983 à Göteborg en Suède. Il évolue comme gardien de but au sein du club d'Häcken.

## Biographie
Källqvist est l'un des rares footballeurs professionnel à n'avoir connu qu'un seul club depuis son enfance. Né à Göteborg, il commence à jouer au club d'Hisingen, le BK Häcken, alors qu'il n'est âgé que de 4 ans environ. 
Très précoce, il joue son premier match en Allsvenskan le 8 avril 2001 face à Halmstads BK (victoire 2-1), alors qu'il n'a que 17 ans. La même année, il débute avec les Espoirs. Titulaire lors onze premières rencontres du championnat, il est remplacé à la 12e journée par Joakim Olsson, qui sera lui-même remplacé à trois journées de la fin par Thomas Svensson après avoir encaissé deux fois six buts lors des 21e et 23e journées. Sur cette saison, Källqvist reste malgré tout le gardien qui a encaissé le moins de but par match (1.55, contre 2.33 pour Olsson et 1.67 pour Svensson). Relégué avec son club en Superettan, il débute à nouveau la saison en tant que titulaire. Toutefois, encore une fois, les choses changent à mi-championnat avec l'arrivée de Magnus Jonsson qui place Källqvist sur le banc des remplaçants dès la 16e journée. En 2003, Christoffer est à nouveau remplaçant et ne dispute que sept rencontres de championnat. Il revient sur le devant de la scène à l'orée de la saison 2004 où il devient enfin le numéro 1 d'Häcken. Avec lui dans les cages, le club remporte le titre de champion de Superettan et retrouve l'Allsvenskan. 
En janvier 2010, Åge Hareide, nouvel entraîneur du club norvégien de Viking Stavanger indique au tabloïd suédois qu'il veut faire  de Christoffer Källqvist le nouveau gardien du club. Ce dernier lui répond par presse interposée qu'il a « Häcken dans le cœur » et qu'il a « du mal à s'imaginer jouer avec une autre équipe ».

### Vie personnelle
Il vit avec sa compagne, Mikaela, avec qui il a une fille, Tindra, née en avril 2010.

## Palmarès
- Champion de Superettan : 2004 (BK Häcken)
- Meilleur gardien de Superettan : 2008 (BK Häcken)